# Goupille élastique

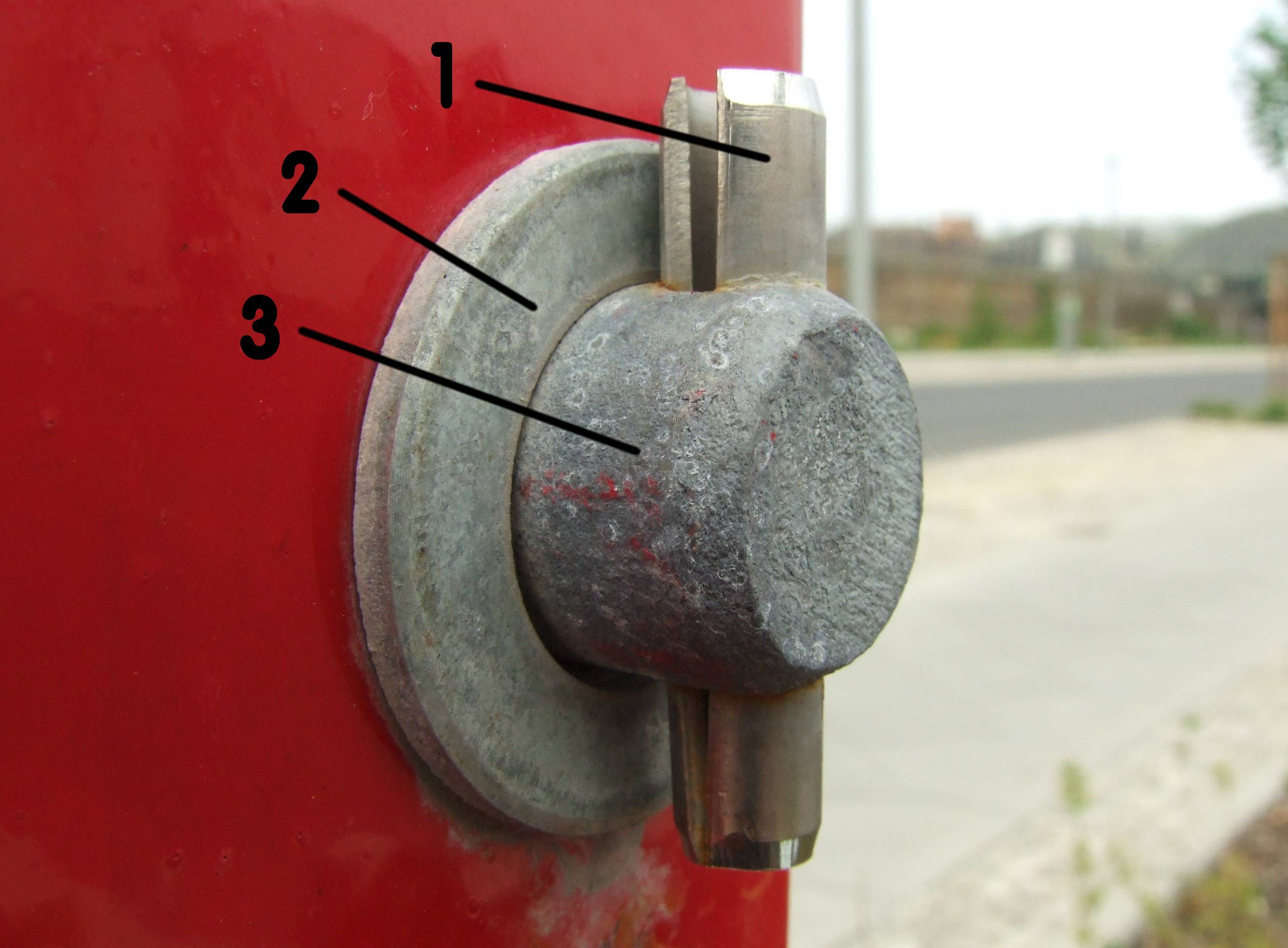
Une goupille élastique (1) et une rondelle (2) bloquant un axe (3).

Une goupille élastique, dite aussi « goupille Mécanindus », est un type de goupille laminée à froid et roulée, donc fendue longitudinalement.
Son élasticité lui permet de rester en position dans son logement sans précaution particulière, même si ses extrémités sont libres, et le trou de dimension approximative. Par contre, elle ne peut pas être utilisée comme fusible mécanique.